# Kotěrova vila (Bechyně)
Kotěrova vila někdy nazývaná vila Vlasta nebo vila Vendelína Máchy s číslem popisným 188 je secesní budova nacházející se ve městě Bechyně. Od roku 1958 patří mezi kulturní památky. Byla vystavěna roku 1903 architektem Janem Kotěrou.

## Historie
Kotěrova vila vznikla roku 1903, kdy bylo na návrh architekta Jana Kotěry přestavěno letní sídlo majitele velkopekárny v Praze na Smíchově a mecenáše umění Vendelína Máchy. Od roku 1950 vila sloužila jako školka a později pionýrský dům. V roce 1994 vilu krátce využívalo Ministerstvo vnitra České republiky. V roce 1996 byla budova rozsáhle přestavěna pro účely hotelu Jupiter, který zde a také v sousední vile Přemyslovka provozuje lázeňské služby.

## Popis
Kotěrova vila se nachází severovýchodně od historického jádra města na rohu Lázeňské a Libušiny ulice. Dům je inspirován vzorem anglických rodinných domů. Hlavní část objektu je kryta sedlovou střechou s polovalbami, východní štít sedlovou stříškou a západní štít je kryt valbovou stříškou. Je zde zachováno původní členění fasád, které odpovídá vnitřnímu uspořádání místností. Dochovala se také řada autentických truhlářských a zámečnických výplňových prvků a rovněž prostorové rozvržení místností se štukovou výzdobou, včetně krbu v knihovně a trámový strop ve schodišťové hale. Na jižní straně domu se nachází lodžie vedoucí do zahrady.

### Fasády

#### Jižní fasáda
Jižní fasáda je symetricky osově rozvržena. Připojená lodžie je pilíři rozdělena do čtyř rámovaných polí. Na stropních rámech se nachází předsazený štít, do jehož úrovně ustupují předsazené boční stěny, ve kterých jsou zarámována již zmíněná čtyři pole jižní fasády budovy. Vnitřní plocha je vytvarována do segmentového půdorysu lodžie a shodně s hranou bočních stěn ustupuje pod čtyřosý štít s okny a hrázděním, který je ukončen předsazeným kabřincem. Pod štítem je pásové okno přisvětlující sál. Nad lodžií se nachází vlys.

#### Severní fasáda
Severní fasáda je symetricky svisle dělena do pěti okenních os v patře a po třech osách v podkroví. Hlavní vchod je tvořen druhou osou zleva.

#### Východní fasáda
Na východní fasádě v místě schodišťové haly vystupuje rizalit, který je ukončený trojúhelným hrázděným štítem. Na východní fasádě se nachází původní vstup. V úrovni mezipatra je schodišťová hala prosvětlena čtyřdílným, segmentově ukončeným okenním otvorem, který je profilován v odstupňovaných hranách. Rizalit se sociálním zázemím vlevo od vchodu ustupuje k fasádě. Na místě krbu vystupuje po fasádě zužující se pás omítky a režného zdiva, který tvoří rizalit opakující průběh komínu.

##### Západní fasáda
Na Západní fasádě v místě knihovny se nacházejí dvě pravidelně rozmístěná okna s nadokenními římsami. Na ose levého okenního otvoru je v úrovni patra situováno zdvojené okno shodné s rozměry okna, které je pod ním. Vpravo na západní fasádě se nachází emblém se slunečními hodinami a názvem vily. V místě s dnešní kuchyní je arkýř s oknem. Vlevo od arkýře jsou tři okna, rozvržená v pravidelných odstupech. Levé krajní okno je na rozdíl od zbylých dvou zavřeno. Na nastavované části patra se opakuje rytmus tří okenních os s menším čtverhranným okénkem, které se nachází nad osou s lodžií.